# D’eux
D’eux (рус. О них) — франкоязычный студийный альбом канадской певицы Селин Дион, выпущенный 30 марта 1995 года на лейблах Columbia Records и Epic. Это её 10-й номерной альбом на французском языке.

## Предыстория, запись и содержание
Жан-Жак Гольдман, французский певец и автор песен, написал и спродюсировал основную часть материала для альбома.
Гольдман считал большинство популярных тогда французских певиц старомодными, но был впечатлён голосом Дион, по его мнению, одним из лучших, что он слышал за долгое время. Оба исполнителя работали на одном лейбле. Гольдман обратился к Sony с предложением написать оригинальный материал для Дион, на что лейбл ответил заинтересованностью. Прежде чем приступить к работе, Гольдман собрал всё, что было написано о певице в газетах, журналах и книгах. Чтобы песни звучали убедительно, он хотел, чтобы его тексты соответствовали личности и опыту Дион.
D’eux был записан в Mega Studio в Париже, Франция, в ноябре и декабре 1994 года. В альбом вошли одиннадцать песен авторства Гольдмана и один трек под названием «Cherche encore», который написал французский автор песен и продюсер Эрик Бензи. В качестве соавтора «Je sais pas» выступил младший брат Гольдмана Роберт под псевдонимом Джей Каплер. Все композиции на альбоме продюсировали Гольдман и Бензи. «J’irai où tu iras» Дион записала в дуэте с Гольдманом. Песня «Vole» посвящена племяннице Дион по имени Карин, умершей от муковисцидоза в возрасте 16 лет.
D’eux был выпущен 30 марта 1995 года в Канаде и 3 апреля 1995 года во Франции. Он также был выпущен в других европейских странах в период с апреля по ноябрь 1995 года и в США в мае 1995 года. В январе 1996 года альбом вышел в Новой Зеландии, а в октябре 1996 года — в Японии.
«Pour que tu m’aimes encore», «Je sais pas» и «Vole» были перезаписаны на английском языке под названиями «If That’s What It Takes», «I Don’t Know» и «Fly» соответственно и вошли в следующий альбом Дион Falling into You (1996). Название альбома Дион 2007 года, D’elles (с фр. — «О них — женщинах»), отсылает к D’eux (с фр. — «О них — мужчинах»).

## Синглы
Ведущий сингл «Pour que tu m’aimes encore» был выпущен в Квебеке и во Франции в марте 1995 года, а в последующие месяцы — в других избранных странах. «Pour que tu m’aimes encore» имел большой успех во франкоговорящих регионах. Он возглавлял чарт во Франции в течение двенадцати недель, а в Валлонии (Бельгия) — пятнадцать недель подряд. Сингл также достиг первого места в Квебеке и провёл на вершине четыре недели. В итоге он стал самым продаваемым синглом 1995 года как во Франции, так и в Валлонии: только во Франции было продано около миллиона экземпляров «Pour que tu m’aimes encore». Песня также имела успех в других странах, войдя в десятку лучших во Фландрии (Бельгия), в Нидерландах, Исландии и Швеции. В частности, она также вошла в десятку лучших в Великобритании и Ирландии, что было исключительным достижением для песни на французском языке. В рейтинге European Hot 100 Singles «Pour que tu m’aimes encore» заняла четвертое место.
Второй сингл «Je sais pas» был выпущен в Квебеке в июле 1995 года, в Бельгии в августе 1995 года и во Франции в октябре 1995 года. Он возглавлял чарты Франции (семь недель), Валлонии (две недели) и Квебека (четыре недели). В рейтинге European Hot 100 Singles песня достигла седьмой строчки. «Je sais pas» стал одним из самых продаваемых синглов во Франции и Валлонии в 1995 году, достигнув соответственно шестого и девятого места в итоговых чартах года.
«Le ballet» был выпущен во Франции в январе 1996 года как промосингл. Он достиг пятого места в чарте Airplay и был включен в качестве би-сайда в следующий коммерческий сингл «Falling into You», выпущенный во Франции. Благодаря успеху D’eux, радиостанции Квебека начали проигрывать «Destin» в январе 1996 года. Песня продержалась в чарте Airplay более восьми месяцев, достигнув третьей позиции. В мае 1996 года радиостанции Квебека также начали транслировать дуэт с Жан-Жаком Гольдманом «J’irai où tu iras». Эта песня достигла четырнадцатого места в чарте Quebec Airplay. Все синглы D’eux вошли в альбом лучших хитов Дион 2005 года On ne change pas.

## Реакция критики
D’eux получил положительные отзывы музыкальных критиков. Стивен Томас Эрлевайн из AllMusic дал ему три звезды из пяти. Он отметил, что песенное мастерство Жан-Жака Гольдмана, написавшего почти все песни для альбома, удивительно похоже на современную поп-музыку для взрослых, которая расширила международный успех Дион. Эрлевайн описал альбом, как хорошо построенную и интересную поп-пластинку для взрослых, и добавил, что, возможно, в ней не так уж много самобытных песен, но в целом она звучит довольно приятно.

## Список композиций
Все песни спродюсированы Жан-Жаком Гольдманом и Эриком Бензи.
| №                   | Название                                            | Автор(ы)             | Длительность |
| ------------------- | --------------------------------------------------- | -------------------- | ------------ |
| 1.                  | «Pour que tu m’aimes encore»                        | Гольдман             | 4:15         |
| 2.                  | «Le ballet»                                         | Гольдман             | 4:26         |
| 3.                  | «Regarde-moi»                                       | Гольдман             | 3:57         |
| 4.                  | «Je sais pas»                                       | Гольдман Джей Каплер | 4:34         |
| 5.                  | «La mémoire d’Abraham»                              | Гольдман             | 3:50         |
| 6.                  | «Cherche encore»                                    | Бензи                | 3:25         |
| 7.                  | «Destin»                                            | Гольдман             | 4:15         |
| 8.                  | «Les derniers seront les premiers»                  | Гольдман             | 3:33         |
| 9.                  | «J’irai où tu iras» (дуэт с Жаном-Жаком Гольдманом) | Гольдман             | 3:27         |
| 10.                 | «J’attendais»                                       | Гольдман             | 4:24         |
| 11.                 | «Prière païenne»                                    | Гольдман             | 4:11         |
| 12.                 | «Vole»                                              | Гольдман             | 2:58         |
| Общая длительность: | Общая длительность:                                 | Общая длительность:  | 47:15        |

| №                   | Название                                                           | Автор(ы)            | Длительность |
| ------------------- | ------------------------------------------------------------------ | ------------------- | ------------ |
| 13.                 | «Pour que tu m'aimes encore» (demo version)                        | Гольдман            | 3:59         |
| 14.                 | «Le ballet» (demo version)                                         | Гольдман            | 2:57         |
| 15.                 | «J’irai où tu iras» (дуэт с Жаном-Жаком Гольдманом) (demo version) | Гольдман            | 2:06         |
| 16.                 | «Vole» (playback only version)                                     | Гольдман            | 2:54         |
| 17.                 | «Pour que tu m’aimes encore» (playback only version)               | Гольдман            | 4:19         |
| Общая длительность: | Общая длительность:                                                | Общая длительность: | 63:30        |

| №                   | Название                                                                          | Режиссёр            | Длительность |
| ------------------- | --------------------------------------------------------------------------------- | ------------------- | ------------ |
| 1.                  | «Le Sonia Benezra Spécial Dimanche 1995» (телевизионный выпуск)                   | Жан Ламуре          | 28:31        |
| 2.                  | «Pour que tu m’aimes encore» (музыкальное видео)                                  | Мишель Мейер        | 4:10         |
| 3.                  | «Les derniers seront les premiers» (дуэт с Жаном-Жаком Гольдманом) (live à Paris) | Жерар Пулличино     | 3:53         |
| 4.                  | «J’attendais» (live à Paris)                                                      | Пулличино           | 3:26         |
| 5.                  | «Je sais pas» (альтернативное музыкальное видео)                                  | Грег Масуак         | 4:40         |
| Общая длительность: | Общая длительность:                                                               | Общая длительность: | 44:40        |

## Чарты
| Чарт (1995–1997)                    | Высшая позиция |
| ----------------------------------- | -------------- |
| Австрия (Ö3 Austria)                | 35             |
| Бельгия/Валлония (Ultratop)         | 1              |
| Бельгия/Фландрия (Ultratop)         | 1              |
| Великобритания (UK Albums Chart)    | 7              |
| Германия (Offizielle Top 100)       | 69             |
| Дания (Hitlisten)                   | 5              |
| Европа (Music & Media)              | 3              |
| Исландия (Tónlist)                  | 4              |
| Канада (RPM Top Albums/CDs)         | 29             |
| Канада (The Record)                 | 31             |
| Квебек (ADISQ)                      | 1              |
| Нидерланды (Album Top 100)          | 1              |
| Новая Зеландия (RMNZ)               | 17             |
| Португалия (AFP)                    | 2              |
| Финляндия (Suomen virallinen lista) | 23             |
| Франция (SNEP)                      | 1              |
| Швейцария (Schweizer Hitparade)     | 1              |
| Швеция (Sverigetopplistan)          | 9              |
| Шотландия (Scottish Albums Chart)   | 19             |
| Япония (Oricon)                     | 50             |

| Чарт (1995)                                       | Позиция |
| ------------------------------------------------- | ------- |
| Бельгия/Валлония (Ultratop)                       | 1       |
| Бельгия/Валлония (Франкоязычные альбомы Ultratop) | 1       |
| Бельгия/Фландрия (Ultratop)                       | 4       |
| Европа (Music & Media)                            | 12      |
| Нидерланды (MegaCharts)                           | 22      |
| Франция (SNEP)                                    | 1       |
| Швейцария (Schweizer Hitparade)                   | 2       |

| Чарт (1996)                     | Позиция |
| ------------------------------- | ------- |
| Европа (Music & Media)          | 13      |
| Нидерланды (MegaCharts)         | 16      |
| Франция (SNEP)                  | 4       |
| Швейцария (Schweizer Hitparade) | 1       |
| Швеция (Sverigetopplistan)      | 53      |

| Чарт (1997)                 | Позиция |
| --------------------------- | ------- |
| Бельгия/Валлония (Ultratop) | 36      |

## Сертификации и продажи
| Регион | Сертификация  | Продажи    |
| --- | ------------- | ---------- |
| Бельгия (BEA) | 6× Платиновый | 300 000*   |
| Канада (Music Canada) | 7× Платиновый | 700 000^   |
| Франция (SNEP) | Бриллиантовый | 4,500,000  |
| Нидерланды (NVPI) | Платиновый    | 100 000^   |
| Новая Зеландия (RMNZ) | Золотой       | 7500^      |
| Польша (ZPAV) | Платиновый    | 100 000*   |
| Швейцария (IFPI Switzerland)                                                                                             | 4× Платиновый | 200 000^   |
| Великобритания (BPI) | Золотой       | 250,000    |
| США | —             | 300,000    |
| Итого |               |            |
| Европа (IFPI) | 8× Платиновый | 8 000 000* |
| Мир | —             | 12,000,000 |
| * Данные о продажах приведены только на основе сертификации. ^ Данные о тиражах приведены только на основе сертификации. |               |            |

## История релиза
| Регион               | Дата             | Лейбл     | Формат     | Каталог     |
| -------------------- | ---------------- | --------- | ---------- | ----------- |
| Канада               | 30 марта 1995    | Columbia  | CD кассета | 80219       |
| Франция              | 3 апреля 1995    | Columbia  | CD кассета | 480286      |
| Швейцария            | 4 апреля 1995    | Columbia  | CD кассета | 480286      |
| Германия             | 12 мая 1995      | Columbia  | CD кассета | 480286      |
| США                  | 16 мая 1995      | 550 Music | CD кассета | 67107       |
| Великобритания       | 25 сентября 1995 | Epic      | CD кассета | 480286      |
| Япония               | 2 октября 1996   | SMEJ      | CD         | ESCA-6542   |
| Франция              | 27 ноября 2009   | Legacy    | CD/DVD     | 88697559222 |
| Канада               | 1 декабря 2009   | Legacy    | CD/DVD     | 88697559222 |
| Канада Европа [ 72 ] | 1 сентября 2017  | Columbia  | LP         | 88985449561 |